# China in Your Hand
"China in Your Hand" is een nummer van de Britse band T'Pau van het album Bridge of Spies uit 1987. Op 12 oktober dat jaar werd het nummer uitgebracht als de eerste single van het album.

## Achtergrond
De teksten bevatten verwijzingen naar de roman Frankenstein en de auteur Mary Shelley.
Tekstschrijfster Carol Decker legde uit dat als je een porseleinen (china) kop tegen het licht houdt, het effect is dat je er je hand doorheen kunt zien - daarom betekent "China in je hand" iets dat transparant is.
De plaat werd een hit in Europa, Oceanië, Canada en Zuid-Afrika. In thuisland het Verenigd Koninkrijk werd de nummer 1-positie bereikt, evenals in Ierland, IJsland, Noorwegen en Zwitserland. In Australië werd de 53e positie behaald, in Nieuw-Zeeland de 8e, Canada de 20e, Duitsland de 2e en in Zweden de 5e.
In Nederland was de plaat op 4 december 1987 Alarmschijf op Radio 3 en werd een hit in de twee hitlijsten op de zender. De plaat bereikte de nummer 1-positie in zowel de Nederlandse Top 40 als de Nationale Hitparade Top 100. In Vlaanderen bereikte de plaat eveneens de nummer 1-positie in zowel de voorloper van de Vlaamse Ultratop 50 als de Vlaamse Radio 2 Top 30.

## Hitnoteringen

### Nederlandse Top 40
| Hitnotering: 12-12-1987 t/m 27-02-1988 | Hitnotering: 12-12-1987 t/m 27-02-1988 | Hitnotering: 12-12-1987 t/m 27-02-1988 | Hitnotering: 12-12-1987 t/m 27-02-1988 | Hitnotering: 12-12-1987 t/m 27-02-1988 | Hitnotering: 12-12-1987 t/m 27-02-1988 | Hitnotering: 12-12-1987 t/m 27-02-1988 | Hitnotering: 12-12-1987 t/m 27-02-1988 | Hitnotering: 12-12-1987 t/m 27-02-1988 | Hitnotering: 12-12-1987 t/m 27-02-1988 | Hitnotering: 12-12-1987 t/m 27-02-1988 | Hitnotering: 12-12-1987 t/m 27-02-1988 | Hitnotering: 12-12-1987 t/m 27-02-1988 |
| Week                                   | 1                                      | 2                                      | 3                                      | 4                                      | 5                                      | 6                                      | 7                                      | 8                                      | 9                                      | 10                                     | 11                                     |                                        |
| -------------------------------------- | -------------------------------------- | -------------------------------------- | -------------------------------------- | -------------------------------------- | -------------------------------------- | -------------------------------------- | -------------------------------------- | -------------------------------------- | -------------------------------------- | -------------------------------------- | -------------------------------------- | -------------------------------------- |
| Positie                                | 15                                     | 7                                      | 2                                      | 1                                      | 1                                      | 2                                      | 2                                      | 4                                      | 11                                     | 20                                     | 37                                     | uit                                    |

### Nationale Hitparade Top 100
| Hitnotering: 28-11-1987 t/m 19-03-1988 | Hitnotering: 28-11-1987 t/m 19-03-1988 | Hitnotering: 28-11-1987 t/m 19-03-1988 | Hitnotering: 28-11-1987 t/m 19-03-1988 | Hitnotering: 28-11-1987 t/m 19-03-1988 | Hitnotering: 28-11-1987 t/m 19-03-1988 | Hitnotering: 28-11-1987 t/m 19-03-1988 | Hitnotering: 28-11-1987 t/m 19-03-1988 | Hitnotering: 28-11-1987 t/m 19-03-1988 | Hitnotering: 28-11-1987 t/m 19-03-1988 | Hitnotering: 28-11-1987 t/m 19-03-1988 | Hitnotering: 28-11-1987 t/m 19-03-1988 | Hitnotering: 28-11-1987 t/m 19-03-1988 | Hitnotering: 28-11-1987 t/m 19-03-1988 | Hitnotering: 28-11-1987 t/m 19-03-1988 | Hitnotering: 28-11-1987 t/m 19-03-1988 | Hitnotering: 28-11-1987 t/m 19-03-1988 | Hitnotering: 28-11-1987 t/m 19-03-1988 |
| Week                                   | 1                                      | 2                                      | 3                                      | 4                                      | 5                                      | 6                                      | 7                                      | 8                                      | 9                                      | 10                                     | 11                                     | 12                                     | 13                                     | 14                                     | 15                                     | 16                                     |                                        |
| -------------------------------------- | -------------------------------------- | -------------------------------------- | -------------------------------------- | -------------------------------------- | -------------------------------------- | -------------------------------------- | -------------------------------------- | -------------------------------------- | -------------------------------------- | -------------------------------------- | -------------------------------------- | -------------------------------------- | -------------------------------------- | -------------------------------------- | -------------------------------------- | -------------------------------------- | -------------------------------------- |
| Positie                                | 82                                     | 25                                     | 7                                      | 1                                      | 1                                      | 1                                      | 1                                      | 1                                      | 2                                      | 5                                      | 12                                     | 29                                     | 34                                     | 47                                     | 57                                     | 78                                     | uit                                    |

### NPO Radio 2 Top 2000
| Nummer met noteringen in de NPO Radio 2 Top 2000 | '99 | '00 | '01 | '02 | '03  | '04  | '05  | '06  | '07  | '08  | '09  | '10  | '11  | '12  | '13  | '14  | '15  | '16 | '17  |
| ------------------------------------------------ | --- | --- | --- | --- | ---- | ---- | ---- | ---- | ---- | ---- | ---- | ---- | ---- | ---- | ---- | ---- | ---- | --- | ---- |
| China in Your Hand                               | 597 | 982 | 891 | 899 | 1431 | 1133 | 1193 | 1399 | 1290 | 1240 | 1502 | 1518 | 1537 | 1562 | 1644 | 1748 | 1971 | -   | 1956 |

1. ↑  Een '-' betekent dat het nummer niet was genoteerd en een vetgedrukt getal geeft de hoogste notering aan.
2. ↑  Deze tabel is bijgewerkt tot en met de laatste editie (2024).